# Clavia Nord Lead
De Nord Lead is een digitale synthesizer die door het Zweedse Clavia sinds 1995 wordt gefabriceerd. 
De Nord Lead-serie was in 1995 een van de eerste subtractieve synthesizers die zijn klanken opwekt met Virtueel Analoog (VA), een benaming die door fabrikant Clavia werd bedacht. De Nord Lead werd bekend om zijn onderscheidende rode kleur, vele knoppen op het bedieningspaneel en aparte pitch- en modulatieknoppen. Er zijn in totaal zes modellen uitgebracht.

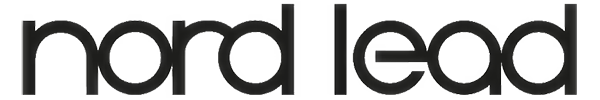

## Beschrijving
De eerste Nord Lead verscheen in 1995 en werd positief ontvangen in recensies. De synthesizer was in staat met processors voor digitale signaalverwerking (DSP) zowel subtractieve als FM-synthese na te bootsen, om zo een warm analoog geluid te reproduceren. De Nord Lead bevat ook vele draaiknoppen voor het aanpassen van de klanken, in tegenstelling tot andere synthesizers uit die tijd. Er verscheen een moduleversie onder de naam Nord Rack.
In 1997 verscheen de Nord Lead 2. De polyfonie werd verhoogd van vier naar 16 stemmen, en er werden vele klankparameters toegevoegd.
De Nord Lead 3 uit 2001 werd nog meer verbeterd, met onder meer 4-operator FM-synthese, een arpeggiator en aftertouch. Een andere grote verandering zijn de draaiknoppen, die nu eindeloos kunnen doordraaien, met led-indicatie rondom de knop. Doordat de Nord Lead 3 flink in prijs steeg, bleef Clavia de Nord Lead 2 en 2X nog gelijktijdig verkopen.
In 2003 introduceerde Clavia de Nord Lead 2X, een bijgewerkte versie met onder meer een polyfonie van 20 stemmen, DAC's van hogere kwaliteit, en een uitgebreid klankgeheugen. In 2008 vond een gelimiteerde productie van 299 stuks van de Lead 2X plaats, met omgekeerde kleuren van het klavier (zwarte toetsen en witte halve noten). Het model werd uitgebracht ter ere van het 25-jarig bestaan van Clavia.
De Nord Lead 4 verscheen in 2013 en kreeg een vernieuwde klankengine, nieuwe filters, en een modus voor vier gelijktijdige oscillatoren. Daarbij kwam een effectensectie, voor galm, delay, crush en distortion. Nieuw was ook de ondersteuning van MIDI via USB.
De Nord Lead A1 werd geïntroduceerd in 2014 en moest de synthesizer aantrekkelijk maken voor een breder publiek. Zo kwam er een nieuwe interface voor de oscillatoren, en er zijn diverse verbeteringen aangebracht voor het snel bewerken van klanken.

## Bekende muzikanten
Bekende muzikanten die de Nord Lead hebben gebruikt in hun muziek zijn onder meer Fatboy Slim, Nine Inch Nails, The Prodigy, Mike Oldfield, Jean Michel Jarre, Depeche Mode en de Pet Shop Boys.

## Modellen in de serie
- Nord Lead, Nord Rack (1995–1998)
- Nord Lead 2, Nord Rack 2 (1998–2003)
- Nord Lead 2X, Nord Rack 2X (2003–2014)
- Nord Lead 3, Nord Rack 3 (2001–2007)
- Nord Lead 4, Nord Lead 4R (2013–heden)
- Nord Lead A1, Nord Lead A1R (2014–heden)